# Balcis adamantina
Balcis adamantina is een slakkensoort uit de familie van de Eulimidae. De wetenschappelijke naam van de soort is voor het eerst geldig gepubliceerd in 1867 door de Folin.